# Allemands de Bessarabie

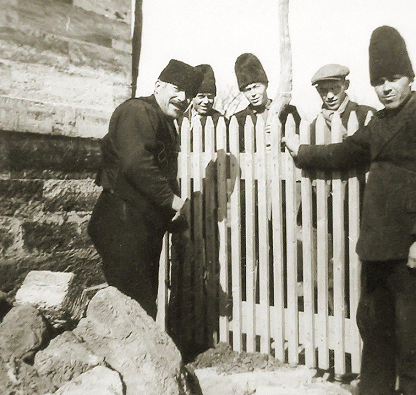
Allemands bessarabiens, c. 1935

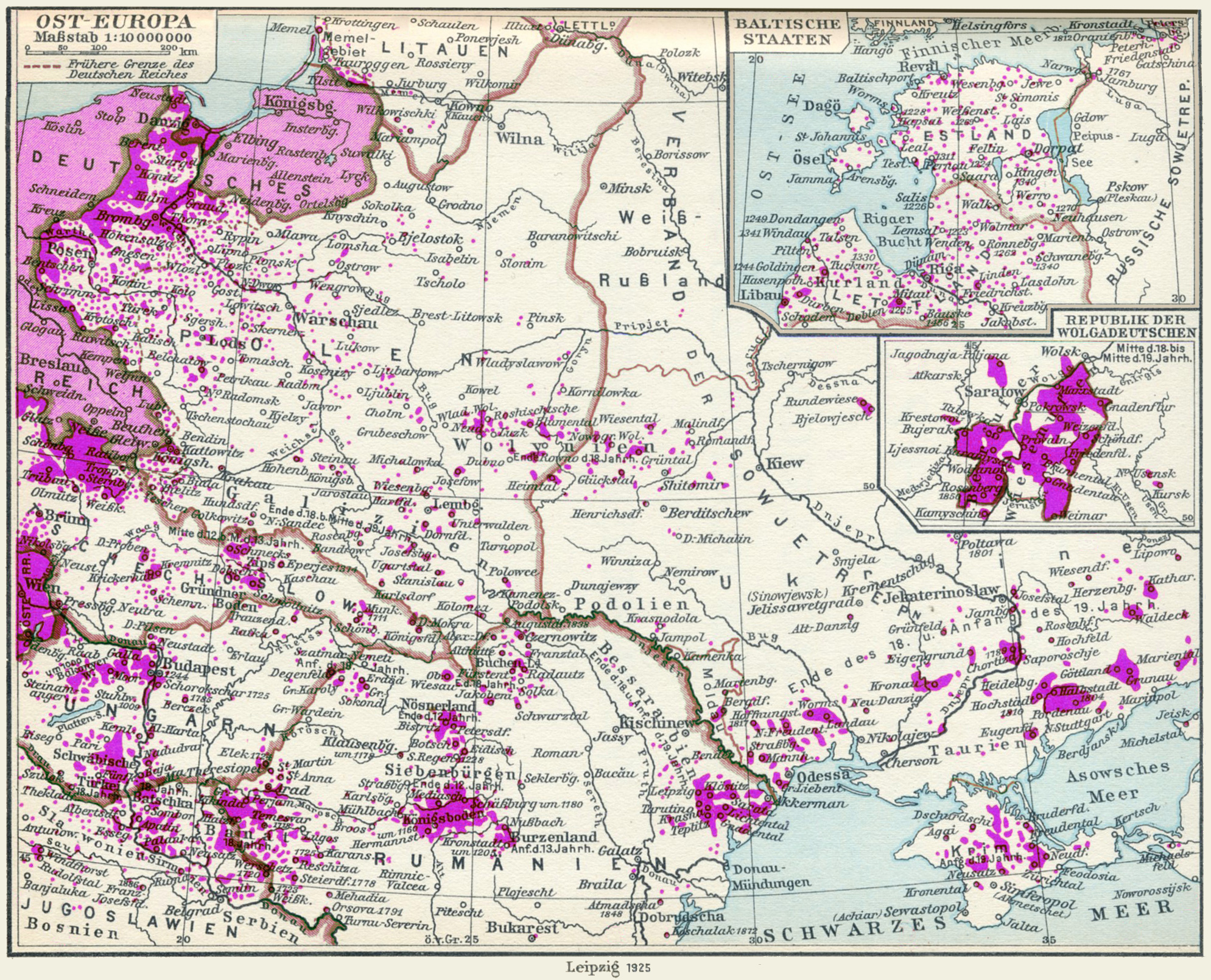
Zones peuplées par les germanophones en Europe centrale et orientale dans la première moitié du XX, dont les Allemands de Bessarabie.

Les Allemands de Bessarabie (en allemand : Bessarabiendeutsche, en roumain : Germani basarabeni, en ukrainien : Бессарабські німці) étaient un groupe ethnique allemand qui vivait en Bessarabie (la majeure partie de la République de Moldavie et du sud-ouest de l'Ukraine) entre 1814 et 1940.
De 1814 à 1842, 9 000 d'entre eux immigrent des régions allemandes du Bade, du Wurtemberg, de la Bavière, de certaines régions prussiennes de la Pologne moderne et d'Alsace, vers le gouvernement russe de Bessarabie nouvellement acquis.
Tout au long de leurs 125 ans d'histoire, les Allemands de Bessarabie étaient une population essentiellement rurale. Jusqu'à leur relocalisation forcés en Allemagne (Pacte Molotov-Ribbentrop), ils étaient une minorité composée de 93 000 personnes qui représentaient environ 3% de la population. Ils se distinguaient des Allemands de la mer Noire installés à l'est d'Odessa et des Allemands de Dobroudja en Dobroudja.

## Histoire
La partie orientale de la Principauté de Moldavie est conquise par les troupes du tsar russe Alexandre Ier lors de la huitième guerre russo-turque entre 1806 et 1812. Dans cette région, il établit le gouvernement de Bessarabie, le plus petit de l'Empire russe. Sa capitale était Chişinău.
Les Tatars nomades de la région méridionale de la Bessarabie, le Boudjak, sont bannis ou ont émigrent volontairement après la conquête russe, laissant la région presque déserte. La Russie décide de repeupler la région avec des colons étrangers contre l'octroi de certains privilèges.
En même temps que les Allemands, des Bulgares, des Juifs, des Gagaouzes et des Russes furent appelés à s'implanter dans la région. De nombreux colons allemands cultivèrent les steppes du Boudjak à l'ouest d'Akkerman, appelées « Kronsland », dont ils firent une « Mini-Souabe recouverte de jardins et de vignes ». Des villages deviennent florissants sous les noms de Sarata, Taroutino, etc. Certains villages portaient par ailleurs des noms de victoires d'Alexandre Ier sur Napoléon : Paris (aujourd'hui Vesely), Arcis-sur-Aube (aujourd'hui Artsyz, avec Gnadental), Fère-Champenoise (aujourd'hui Chervone), ou encore Bérézina et Borodino. 
Un certain nombre de colons allemands de Bessarabie émigrèrent au début du XXe siècle en Amérique du Nord, comme leurs semblables de la Volga et de la mer Noire, et d'autres s'installèrent au Daghestan, au village d'Eigenheim (aujourd'hui Tatayourt) et ses environs. Progressivement, les Allemands de Bessarabie assimilèrent les communautés lorraines et vaudoises (ils étaient 140 000 en 1940), lorsqu'ils furent transportés, comme les Allemands de Bucovine, vers le Reich allemand par le Danube, lors des transferts de population prévus dans le protocole secret du Pacte germano-soviétique. Ces « Allemands hors Allemagne », ou Volksdeutsche, furent ré-installés en Pologne occupée (Wartheland) mais se trouvèrent en première ligne des conflits lors de l'offensive de l'Armée rouge (de la fin de 1944 au début de 1945), obligeant la majorité d'entre eux à prendre la fuite, en abandonnant terres et biens.

## Personnalités célèbres
- Horst Köhler, président de la République fédérale d'Allemagne de 2004 à 2010, fils d’Allemands de Bessarabie, né en 1943 en Pologne.
- Grimes, chanteuse canadienne.